# Vierdimensionale Chern-Simons-Theorie
Vierdimensionale Chern-Simons-Theorie (auch D = 4 Chern-Simons-Theorie, kurz D = 4 CS), alternativ auch semi-holomorphe oder semi-topologische Chern-Simons-Theorie, ist im mathematischen Teilgebiet der Differentialgeometrie eine Quantenfeldtheorie über dem Produkt einer zweidimensionalen orientierbaren glatten Mannigfaltigkeit und einer Riemannschen Fläche (mit einer komplexen und zwei reellen Dimensionen). Dabei stammt die Benennung von der Verwendung der Chern-Simons-3-Form in der Wirkung, kombiniert mit einer meromorphen 1-Form mithilfe des Dachproduktes. Eine Wirkung nur mit einer einzigen Chern-Simons-Formen ist nicht möglich, da diese nur in ungeraden Dimensionen existieren. Benannt ist die Theorie nach Shiing-Shen Chern und James Simons, welche die zugrundeliegenden Chern-Simons-Formen erstmals im Jahr 1974 beschrieben. Untersucht wurde die Theorie von Nikita Alexandrowitsch Nekrassow und erneut von Kevin Costello mit späterer Hilfe von Edward Witten and Masahito Yamazaki.

## Formulierung
Sei {\displaystyle \Sigma } eine zweidimensionale orientierbare glatte Mannigfaltigkeit und {\displaystyle C} eine kompakte Riemannsche Fläche mit einer meromorphen 1-Form {\displaystyle \omega \in \Omega ^{1}(C)}. Sei {\displaystyle M=\Sigma \times C}, dann kann {\displaystyle \omega } zu einer 1-Form auf {\displaystyle M} erweitert werden durch die Komposition {\displaystyle M{\overset {\operatorname {pr} }{\twoheadrightarrow }}C{\overset {\omega }{\rightarrow }}T^{*}C\hookrightarrow T^{*}\Sigma \oplus T^{*}C=T^{*}M}. Sei {\displaystyle G} eine einfache komplexe Lie-Gruppe mit Lie-Algebra {\displaystyle {\mathfrak {g}}}. Sei {\displaystyle E\twoheadrightarrow M} ein {\displaystyle G}-Hauptfaserbündel (womit auch {\displaystyle E} eine glatte Mannigfaltigkeit ist). Sei {\displaystyle \operatorname {Ad} (E):=E\times _{G}{\mathfrak {g}}\twoheadrightarrow B} das adjungierte Vektorbündel. Sei {\displaystyle A\in \Omega ^{1}(M,\operatorname {Ad} (E))} ein Zusammenhang.
Die Chern-Simons-3-Form ist gegeben durch:
{\displaystyle \operatorname {CS} (A):=\operatorname {tr} \left(A\wedge \mathrm {d} A+{\frac {2}{3}}A\wedge A\wedge A\right)\in \Omega ^{3}(M).}
Dabei ist die Spur {\displaystyle \operatorname {tr} } eine {\displaystyle G}-invariante (definiert mithilfe der adjungierten Darstellung) Bilinearform auf der Lie-Algebra {\displaystyle {\mathfrak {g}}}, welche dafür sorgt, dass die Differentialformen keine Koeffizienten mehr in dieser annehmen. (Im Falle einer Matrizengruppe {\displaystyle G} und einer Matrizenalgebra {\displaystyle {\mathfrak {g}}} kann dabei einfach die gewöhnliche Spur {\displaystyle \operatorname {tr} } von quadratischen Matrizen genommen werden.) Die Wirkung der vierdimensionalen Chern-Simons-Theorie ist gegeben durch:
{\displaystyle S(A):={\frac {1}{2\pi }}\int _{M}\omega \wedge \operatorname {CS} (A).}
Dabei ist {\displaystyle \omega \wedge \operatorname {CS} (A)\in \Omega ^{4}(M)} wie für die Integration über {\displaystyle M} notwendig.

## Folgerungen
Aus der Forderung von Eigenschaften an die vierdimensionale Chern-Simons-Theorie lassen sich jeweils Eigenschaften für die Mannigfaltigkeit {\displaystyle \Sigma } und die Riemannsche Fläche {\displaystyle C} folgern. Bei der Quantisierung der Theorie taucht in den Pfadintegralen der Ausdruck {\displaystyle \omega /\hbar } (mit der reduzierten Planck-Konstante {\displaystyle \hbar }) auf. Nullstellen von {\displaystyle \omega } entsprechen dadurch dem Fall {\displaystyle \hbar \rightarrow \infty } und verhindern eine störungstheoretische Beschreibung. Daher darf {\displaystyle \omega } keine Nullstellen haben. Gemäß eines Korollars aus dem Satz von Riemann-Roch ist die Differenz aus den Nullstellen und Polen einer meromorphen 1-Form (mit Vielfachheit gezählt) genau die Euler-Charakteristik {\displaystyle \chi (C)} der zugrundeliegenden Fläche (wobei die Kompaktheit eingeht). Ohne Nullstellen sind also nur negative Werte möglich und mit dem Genus {\displaystyle g(C)} und dem Zusammenhang {\displaystyle \chi (C)=2-2g(C)} sind nur die beiden Fälle {\displaystyle g(C)=0} und {\displaystyle g(C)=1} möglich. Dadurch ist {\displaystyle C} entweder die komplexe Zahlenebene {\displaystyle \mathbb {C} }, ein Zylinder {\displaystyle \mathbb {C} ^{\times }\cong \mathbb {C} /\mathbb {Z} } oder ein komplexer Torus {\displaystyle \mathbb {C} /\Lambda } mit einem Gitter {\displaystyle \Lambda =\langle z_{1},z_{2}\rangle _{\mathbb {Z} }\subset \mathbb {C} } mit reell linear unabhängigen {\displaystyle z_{1},z_{2}\in \mathbb {C} }. Forderungen einer Rahmungen implizieren, dass {\displaystyle \Sigma } parallelisierbar ist wie für die Definition der Chern-Simons-Invariante gefordert. Ist {\displaystyle \Sigma } zusätzlich kompakt, muss es ein zweidimensionaler Torus sein.

## Verbindungen
Vierdimensionale Chern-Simons-Theorie ist ähnlich zur dreidimensionalen Chern-Simons-Theorie (ohne die meromorphe 1-Form), welche eine topologische Quantenfeldtheorie ist. Zudem ist die Beziehung der vierdimensionalen Chern-Simons-Theorie zur Yang-Baxter-Gleichung ähnlich zur Beziehung der dreidimensionalen Chern-Simons-Theorie zu Knoteninvarianten wie den Jones-Polynomen.
Vierdimensionale Chern-Simons-Theorie ergibt sich durch Symmetriereduktion aus der sechsdimensionalen holomorphen Chern-Simons-Theorie (D = 6 HCS) über dem Twistor-Raum, der Eigenbezeichnung des dritten komplexen projektiven Raumes {\displaystyle \mathbb {C} P^{3}}. Ebenfalls daraus ableiten lassen sich die antiselbstdualen Yang-Mills-Gleichungen (ASDYM-Gleichungen) in vier Dimensionen, wobei beide zur Beschreibung von integrierbaren Systemen benutzt werden können. Im hinteren Fall ist dies als Ward-Vermutung bekannt. Beide Wege aus D = 6 HCS über D = 4 CS und ASDYM führen auf das gleiche Resultat.